# Permanentní opozicí za demokracii
Permanentní opozicí za demokracii (POZDE) byla recesistická politická strana kandidující ve federálních parlamentních volbách v roce 1990. Deklarovaným cílem strany bylo zůstat za každých okolností v opozici, a to i v případě, že vyhraje volby.
Stranu založili studenti MFF UK jako studentský žert. Po nasbírání potřebného počtu podpisů byla oficiálně zaregistrována 28. března 1990. V červnových parlamentních volbách kandidovali její zástupci v českých krajích na kandidátkách maďarského národnostního hnutí Együttélés – Spolužitie. Kandidátky hnutí byly v České republice nevolitelné, získané hlasy však byly podle tehdejšího volebního zákona přičteny k celkovému zisku Együttélés na Slovensku. Strana byla zrušena usnesením Nejvyššího soudu ČR ze dne 7. listopadu 1995.
Jediným symbolem strany byla zkratka POZDe s korunkou nad písmenem „e“ graficky připomínající slovo „pozdě“.